# Franz David Christofer Stoepel
Franz David Christofer Stoepel (Oberheldrungen, 14 de novembre de 1794 - París, 19 de desembre de 1836) fou un musicòleg, compositor i pedagog alemany.
Després d'haver estat mestre d'escola a Frankenberg, el Govern prussià l'envià el 1821 a Londres amb objecte que redactés un informe vers del mètode de Logier, fundant el 1822 a Berlín escoles de música amb aquell sistema i després a Potsdam, Erfurt, Frankfurt i París. Fundà i dirigí diverses revistes musicals, quasi totes d'efímera vida, i publicà les següents obres: Grundzüge der Geschichte der Modernen Musik (1821); Beiträge zur Würdigung der neuen Methode des gleihzeitigen Unterrichts einer Mehrzahl Schüler im Pianofortespiel und der Thoerie der Harmonie (1823), i J. B. Logiers System der Musikwissenschaft (1827). A més va compondre diverses romances i peces per a piano.